# П'єр Емманюель
Ноель Матьє (3 травня 1916, Ган, Атлантичні Піренеї — 22 вересня 1984, Париж), більш відомий під своїм псевдонімом П'єр Еммануель — французький поет  християнського спрямування.

## Біографія
Під час еміграції батьків до Сполучених Штатів він ріс з дядьком по батьковій лінії в Ліоні і після студіювання філософії в Університеті Ліон II став учителем. Прочитавши «Молоду парку» Поля Валері, він виявив інтерес до поезії, а згодом до творчості Фрідріха Гельдерліна, Томаса Гарді та Джерарда Менлі Гопкінса. Писати вірші його заохотив письменник П'єр Жан Жув, з яким він познайомився у 1937 році. Хоча його перша збірка поезій «Елегії» була опублікована в 1940 році, ширшу увагу до нього привернула збірка « Tombeau d'Orphée» («Могила Орфея»), видана в 1941 році.
Під час німецької окупації Франції Вермахтом він продовжував активну викладацьку діяльність, а також брав участь в русі Опору. Про свій досвід участі в Опорі він писав у таких поетичних збірках, як "«День гніву» (1942), «Бої з твоїми захисниками» (1942) та «Свобода спрямовує наші кроки» (1945).
Твори Еммануеля є одними з найважливіших ліричних публікацій у повоєнній Франції. Важливими першими збірками поезії були «Поет і його Христос» (1942), «Коломба» (1943), «Божевільний поет» (1944), «Пам'ять живих» (1944). Після закінчення Другої світової війни працював журналістом у різних виданнях, таких як Témoignage Chrétien, Réforme та Esprit.
Еммануель працював керівником англомовної програми на французькому телебаченні з 1945 по 1959 рік. За цей час він не лише взяв участь у кількох конференціях у США та Канаді, але й був запрошеним професором у різних американських університетах. Окрім цієї діяльності, він опублікував інші ліричні збірки, такі як «Полум'яна поезія» (1947), «Хто цей чоловік» (1948) та «Нарешті я вас люблю» (1949).
Він був третім членом, обраним на крісло № 4 у Французькій академії у 1968 році, президентом Міжнародного ПЕН-клубу з 1969 по 1971 рік, а також з 1973 по 1976 рік та першим президентом Французького національного інституту аудіовізуальних технологій у 1975 році.
Його друга дружина, уроджена Жанін Лу (дочка Чін Цай Лоо), померла 23 квітня 2013 року у віці 92 років. Вона похована разом з П'єром Еммануелем на цвинтарі Пер-Лашез (57-й відділ).

## Французька академія
25 квітня 1968 року П'єра Еммануеля було обрано до Французької академії на місце маршала Жуена. Його офіційний вступ відбувся 5 червня 1969 року. Після обрання Фелісьєна Марсо, чию колабораціоністську позицію він засуджував, він пішов у відставку з Академії в 1975 році та перестав засідати. Однак його колеги, дотримуючись традиції, відмовилися взяти до уваги це рішення та з повагою чекали до його смерті, щоб обрати на його місце професора медицини Жана Гамбургера 18 квітня 1985 року.

## Твори

### Поезія
- 1940: Elégies[6]
- 1941: Tombeau d'Orphée[7]
- 1942: Le Poète et son Christ[7]
- 1943: Jour de colère («Day of Wrath»), including «Hymne de la liberté» («Hymn to Freedom»)[8]
- 1943: «Les dents serrées», published in L'Honneur des poètes anthology, Éditions de Minuit[9]
- 1943: La Colombe[7]
- 1944: Le Poète fou («The Mad Poet»)[7]
- 1944: Mémento des vivants[7]
- 1944: Sodome[7]
- 1945: Combats avec tes défenseurs
- 1945: La liberté guide nos pas[7]
- 1947: Poésie, raison ardente[7]
- 1947: Qui est cet homme[7]
- 1949: Car enfin je vous aime[7]
- 1952: Babel[7]
- 1956: Visage Nuage[7]
- 1958: Versant de l'Âge[7]
- 1961: Evangéliaire[7]
- 1963: Le Goût de l'un[7]
- 1963: La Nouvelle Naissance[7]
- 1965: La Face Humaine[7]
- 1970: Jacob[7]
- 1973: Sophia[7]
- 1976: La Vie Terrestre[7]
- 1978: Tu[7]
- Le Livre de l'Homme et de la Femme, a trilogy:[7]
  - 1978: Una ou la mort la vie[7]
  - 1979: Duel[7]
  - 1980: L'Autre[7]
- 1981: L'Arbre et le Vent[7]
- 1981: Le grand oeuvre, опубліковано за кілька тижнів до смерті[10]
- 1984: Le grand œuvre. Une cosmogonie

### Посмертно опубліковано
- 2001 : Tombeau d'Orphée suivi de Hymnes orphiques, édition établie et préfacée par Anne-Sophie Andreu, Lausanne, L'Âge d'homme, зб. Амерс, 2001.
- 2001 : Œuvres poétiques complètes, Lausanne, L'Âge d'homme, 2001, t. І, 1940—1963.
- 2003 : Œuvres poétiques complètes, Lausanne, L'Âge d'homme, 2003, t. II, 1970—1984.
- 2005 : Lettres à Albert Béguin: листування 1941—1952 (édition établie et annotée par Aude Préta-de Beaufort). Лозанна, Париж: L'Âge d'homme, зб. « Кайє П'єр Еммануель „ № 2, 2005..

### Проза
- 1950: The Universal Singular: The Autobiography of Pierre Emmanuel (trans. Erik de Mauny), Grey Walls Press: London.
- 1967: Le monde est intérieur[7]

### Інтерв'ю
- " Les dernières interrogations de Pierre Emmanuel " Emmanuel's final interview conducted by Damian Pettigrew, published in Le Monde, 7 October 1984

## Переклади українською
- П'єр Емманюель. Могила Орфея. Поезії. Переклад, передмова, примітки М. Москаленка. — Київ: Неопалима купина, 2004. — 76 с.